# دقيقة
الدقيقة هي وحدة لتقسيم الوقت والزوايا. في تقسيم الوقت تساوي 60 ثانية وجزء من 60 جزء من الساعة. وتوجد 1436 دقيقة في اليوم الكامل (فطول اليوم أقل من 24 ساعة بأربع دقائق). وربما جاء نظام التقسيم الستيني هذا لنا من بعض الحضارات القديمة، خاصة البابليين والمصريين (حيث كان البابليون يحسبون كل شيء باستخدام النظام العشري والستيني بدلاً من العشري والمئوي كما نفعل اليوم).
أما في الزوايا فتستخدم الدقيقة لقياس المطلع المستقيم، وتسمى الدقائق القوسية. فالدائرة مقسّمة إلى 360 درجة، وكل درجة مقسّمة إلى 60 دقيقة قوسية، وكل دقيقة قوسية مقسمة إلى 60 ثانية قوسية. وتستخدم الدقائق القوسية كثيراً في الفلك لقياس مقدار حركة الأجرام وقطرها الظاهريّين. تتحرك السماء كل أربع ثوان دقيقة قوسية واحدة (أي درجة كل أربع دقائق). الدقيقة في حساب الزمن هي فترة محددة ودقيقة، بينما في قياس الزوايا هي تقسيم لمحيط الدائرة يعتمد طوله على قطرها. وتساوي الدقيقة القوسية الواحدة من محيط كوكب الأرض 1852 متراً.

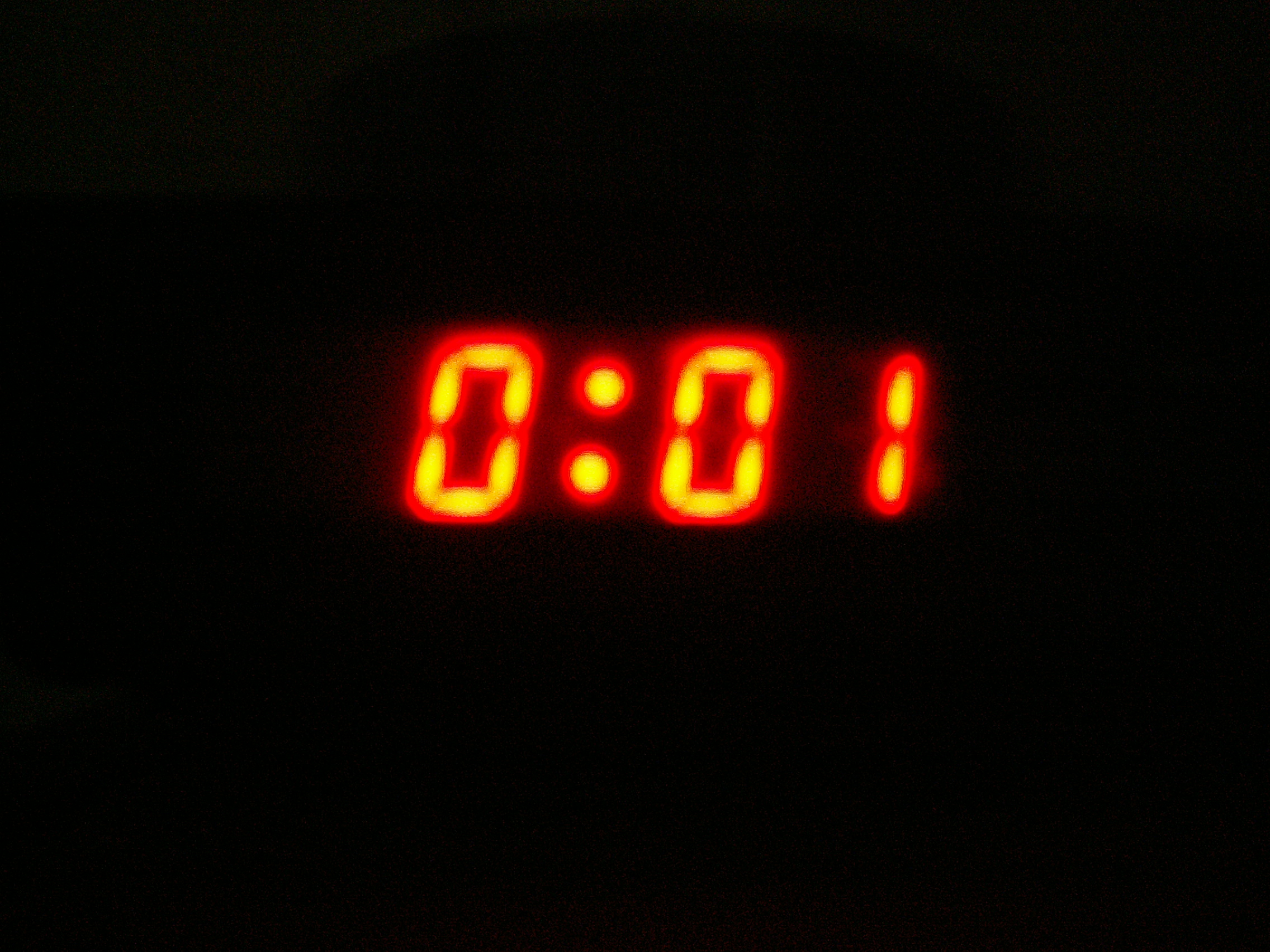
دقيقة